# Fronte di Salvezza Nazionale (Tunisia)
Il Fronte di Salvezza Nazionale era una coalizione elettorale tunisina costituita da numerosi partiti politici in opposizione al partito di governo, Ennahda.
L'alleanza comprendeva l'Unione per la Tunisia e il Fronte Popolare. Il Partito Repubblicano ha lasciato l'Unione per la Tunisia il 30 dicembre 2013, restando comunque nel Fronte di Salvezza Nazionale. Dopo il compromesso con Ennahda, che ha portato alla formazione di un governo tecnocratico, il Fronte si è diviso tra secolaristi di destra e di sinistra.

## Partiti Membri
- Unione per la Tunisia:
  - Appello della Tunisia (Nidaa Tounes)
  - Via Social Democratica (Voie Démocratique et Sociale)[4]
  - Partito Laburista Democratico e Patriottico[5]
  - Partito della Sinistra Socialista
- Fronte Popolare:
  - Partito dei Lavoratori[2]
  - Partito Unificato dei Patrioti Democratici[2]
  - Movimento del Popolo[2]
  - Democratici Patriottici[2]
  - Partito di Lotta Progressista[2]
  - Lega di Sinistra dei Lavoratori[2]
  - Partito Popolare per la Libertà e il Progresso[2]
  - Fronte Popolare Unionista[2]
  - Movimento Tunisino Ba'ath[2]
  - Partito dell'Avanguardia Democratica Araba[1]
  - Tunisia Verde[2]
- Partito Repubblicano[3]
- El Kotb